# Sewar (miejscowość)
Sewar (bułg. Севар) – wieś w Bułgarii, w obwodzie Razgrad, w gminie Kubrat. W 2023 roku liczyła 1620 mieszkańców.